# Naine Terena
Naine Terena de Jesus, também conhecida como Naine Terena (Cuiabá) é uma ativista, educadora, artista e pesquisadora indígena do povo Terena.
Foi curadora da primeira mostra de arte indígena da Pinacoteca do Estado de São Paulo, Véxoa: Nós sabemos, e uma das curadoras do festival de arte indígena rec•tyty.
Atualmente, Naine Terena faz parte da Diretoria de Educação e Formação Artística do Ministério da Cultura, no Governo Federal do Brasil.

## Percurso
Naine Terena é doutora em educação pela Pontifícia Universidade Católica de São Paulo (PUC-SP), e mestre em artes pela UnB e docente na Faculdade Católica de Mato Grosso. Integra a Rede Multimundos de pesquisas da UFMT, onde coordena o projeto de pesquisa ‘Lab Gentes’ com enfoque em arte, educação, movimentos sociais e tecnologias.
Foi curadora da primeira mostra de arte indígena da Pinacoteca do Estado de São Paulo, Véxoa: Nós sabemos, e uma das curadoras do festival de arte indígena rec•tyty. 
EM 2020 trabalhou para a articulação da divulgação do filme A Febre, de Maya Da-Rin, e participou no debate Deslocamentos e Conexão Entre Mundos para a Folha de S.Paulo. Também participou de mesas redondas ao lado de outras personalidades indígenas como Ailton Krenak e Laymert Garcia.
Em 2021 foi membro do Comitê de Indicação do prêmio PIPA e do juri da 13ª Bienal Internacional de Arquitetura de São Paulo. Em outubro do mesmo ano, apresentou, com a historiadora de arte Claudia Mattos Avolese, a palestra online "We know and walk together: Contemporary Indigenous Art in Brazil" na Universidade Harvard, em Massachusetts.

## Obra

###### Publicações
- Costa, G., Galindo, D., de, S. A. B. M. F., Dielcio, M. B., Terena, . J. N., Idioriê, S. M., Grando, B. S., Delgado, P. S. (2018). Povos Indígenas no Brasil: Perspectivas no fortalecimento de lutas e combate ao preconceito por meio do audiovisual. Editora Brazil Publishing. ISBN 9788568419311

###### Filmografia
- 2021 - Levanta e luta - direção e roteiro - exibido na Mostra de Mulheres Indígenas Realizadoras[14]

###### Exposições
- 2023 - Véxoa: We Know - curadoria - Tufts University Art Galleries, Medford, Massachusetts[15]
- 2020 - Véxoa: Nós sabemos - curadoria - Pinacoteca do Estado de São Paulo[4][10]
- 2021 - Mostra Etnomídia Indígena - coordenação - Online e Palácio da Instrução em Cuiabá[16]
- 2021 - Rec.tyty, festival de artes indígenas - curadoria - Encontro online[17]

## Reconhecimentos e Prêmios
- 2020 Foi congratulada Mestre da Cultura de Mato Grosso pelo Prêmio Mestres da Cultura de Mato Grosso, Lei Aldir Blanc [14][18]

## Ligações Externas
- Arte Indígena e colecções de arte por Naine Terena
- Pinacoteca de São Paulo | Conversa com Naine Terena
- Naine Terena Talk na Verbier Art Summit (2021)